# Biblioteca de Chipre
La Biblioteca de Chipre (en griego: Κυπριακή Βιβλιοθήκη) fue fundada en 1927 y está ubicada en Nicosia, Chipre. Se trata de la Biblioteca Nacional chipriota, siendo la institución que asegura la colecta del depósito legal de este país.
En sus fondos se encuentran libros, periódicos, revistas, mapas, vídeos y carteles. Con una plantilla de 12 trabajadores, su director es Antonis Maratheftis (Αντώνης Μαραθεύτης)

## Historia
Se crea la biblioteca pública de Chipre en 1927 a propuesta de Sir Ronald Storrs, gobernador británico en la época colonial. En 1968, la biblioteca pasa del control municipal al del Ministerio de Educación y Cultura, ampliándose con los fondos bibliográficos del propio ministerio. Fue reubicada en 1974 en su lugar original, en el Bastión D'Avila de la muralla veneciana de Nicosia. Convirtiéndose en 1987 en la Biblioteca Nacional.